# Енівере
Е́нівере (ест. Enivere küla) — село в Естонії, у волості Ляене-Ніґула повіту Ляенемаа.

## Населення
Чисельність населення на 31 грудня 2011 року становила 1 особу.

## Географія
Енівере межує з південно-західною околицею села Мартна.
Поблизу села проходить автошлях 16160 (Палівере — Оонґа).

## Історія
З 1998 року село відновлено як окремий населений пункт.
До 21 жовтня 2017 року село входило до складу волості Мартна.